# 宮崎大学教育学部附属幼稚園
宮崎大学教育学部附属幼稚園（みやざきだいがくきょういくがくぶふぞくようちえん）は、宮崎県宮崎市船塚にある国立幼稚園である。宮崎大学教育学部の附属幼稚園である。
2016年（平成28年）4月の学部改組により、1999年（平成11年）以来17年ぶりに「宮崎大学教育学部附属幼稚園」の名称に戻った。
宮崎県内では唯一の国立幼稚園である。

## 概要
入試は学力検査と、その合格者による抽選によって行われる。校区は宮崎市の一部。幼・小・中連携の教育の一つとして、コミュニケーションスキル活動を実施している。

## 沿革

### 年表
- 1967年（昭和42年）6月1日 - 「宮崎大学教育学部附属幼稚園」として設置される[1]
- 1974年（昭和49年）4月1日 - 教育学部幼稚園教員養成課程が設置される[1]
- 1999年（平成11年）4月1日 - 学部名の改称に伴い「宮崎大学教育文化学部附属幼稚園」と改称[1]
- 2016年（平成28年）4月1日 - 学部名の改称に伴い「宮崎大学教育学部附属幼稚園」（現園名）に改称。

## 教育目標
生き生きと活動できる子どもを育てる

## 園の行事
当園のwebサイトより
| - 4月 - 1学期始業式・入園式 - 5月 - 芋の苗うえ - 6月 - ぬいぐるみ病院・プール開き | - 7月 - 避難訓練(火災) - 8月 - 9月 - お月見保育・避難訓練(津波) | - 10月 - 運動会・1学期終業式・2学期始業式 - 11月 - 小学校との交流活動 - 12月 - 年長児集団活動 | - 1月 - 豚汁会 - 2月 - 年少・年中児交通教室 - 3月 - 卒園式・修了式 |

## 交通
- JR日豊本線
  - 宮崎神宮駅より2.2km（徒歩27分）
  - 宮崎駅より1.9km（徒歩24分）

## 関係者

### 出身者
- 浅香唯 - 歌手・タレント
- 安田英主 - ピアニスト
- 河井案里 - 元参議院議員（※当選無効）、元広島県議会議員